# Asota suffusa
Asota suffusa là một loài bướm đêm thuộc họ Erebidae. Nó được tìm thấy ở đảo Alor, Flores và Sumbawa ở Indonesia.
Sải cánh dài khoảng 56 mm.